# Atracodes induta
Atracodes induta är en insektsart som beskrevs av Melichar 1902. Atracodes induta ingår i släktet Atracodes och familjen Flatidae. Inga underarter finns listade i Catalogue of Life.